# Reichsschatzministerium
Das Reichsschatzministerium war ein Reichsministerium, das nur in den frühen Jahren der Weimarer Republik bestand.

## Entwicklung
1919 wurde das Reichsschatzministerium zusammen mit dem Reichsministerium der Finanzen der Nachfolger des kaiserlichen Reichsschatzamtes.  Zunächst war es zuständig für die Verwaltung des reichseigenen Vermögens, die finanzielle Beaufsichtigung der Kriegs- und wirtschaftlichen Friedensorganisationen sowie für die Beschaffung und Verwaltung von Einnahmen aus anderen Quellen als den Zöllen, Steuern und Gebühren. Als Rechtsnachfolger der Heeresverwaltung war es auch für die Verwertung der Militärrestbestände aus dem Ersten Weltkrieg zuständig.
Das Reichsfinanzministerium als Steuer- und Zollverwaltung des Reiches wurde zunächst parallel aufgebaut, da die Reparationsforderungen der Alliierten, anders als im Kaiserreich, eine zentralistisch geführte Finanzverwaltung notwendig machten. 1923 wurde das Reichsschatzministerium in das Reichsfinanzministerium eingegliedert.

## Reichsschatzminister
| Name             | Amtsantritt       | Ende der Amtszeit | Partei    | Kabinett          |
| ---------------- | ----------------- | ----------------- | --------- | ----------------- |
| Georg Gothein    | 21. März 1919     | 20. Juni 1919     | DDP       | Scheidemann       |
| Wilhelm Mayer    | 21. Juni 1919     | 19. Januar 1920   | Zentrum   | Bauer             |
| Gustav Bauer (1) | 7. März 1920      | 21. Juni 1920     | SPD       | Bauer, Müller I   |
| Hans von Raumer  | 25. Juni 1920     | 4. Mai 1921       | DVP       | Fehrenbach        |
| Gustav Bauer (2) | 10. Mai 1921      | 14. November 1922 | SPD       | Wirth I, Wirth II |
| Heinrich Albert  | 22. November 1922 | 1. April 1923     | Parteilos | Cuno              |

## Staatssekretäre
| Name               | Amtsantritt | Ende der Amtszeit | Partei    |
| ------------------ | ----------- | ----------------- | --------- |
| Heinrich Goldkuhle | 1919        | 1920              | Parteilos |
| Hermann Walther    | 1920        | 1923              | Parteilos |